# Trophithauma sinuatum
Trophithauma sinuatum är en tvåvingeart som beskrevs av Liu och Chou 1993. Trophithauma sinuatum ingår i släktet Trophithauma och familjen puckelflugor.
Artens utbredningsområde är Hainan (Kina). Inga underarter finns listade i Catalogue of Life.